# Lijst van taluks en dorpen in Thrissur
Dit is een lijst van taluks en dorpen in het district Thrissur in de Indiase staat Kerala. Taluks en dorpen zijn de twee volgende bestuurlijke lagen van het district onder districtsniveau. Daarnaast hebben sommige steden in Kerala een aparte status als bestuurlijke eenheid, waar dat helpt voor een grotere stad.
De nummering van de dorpen in de lijst is zoals gegeven door de bron, dit om controle op veranderingen eenvoudiger te maken.

## Chavakkad taluk

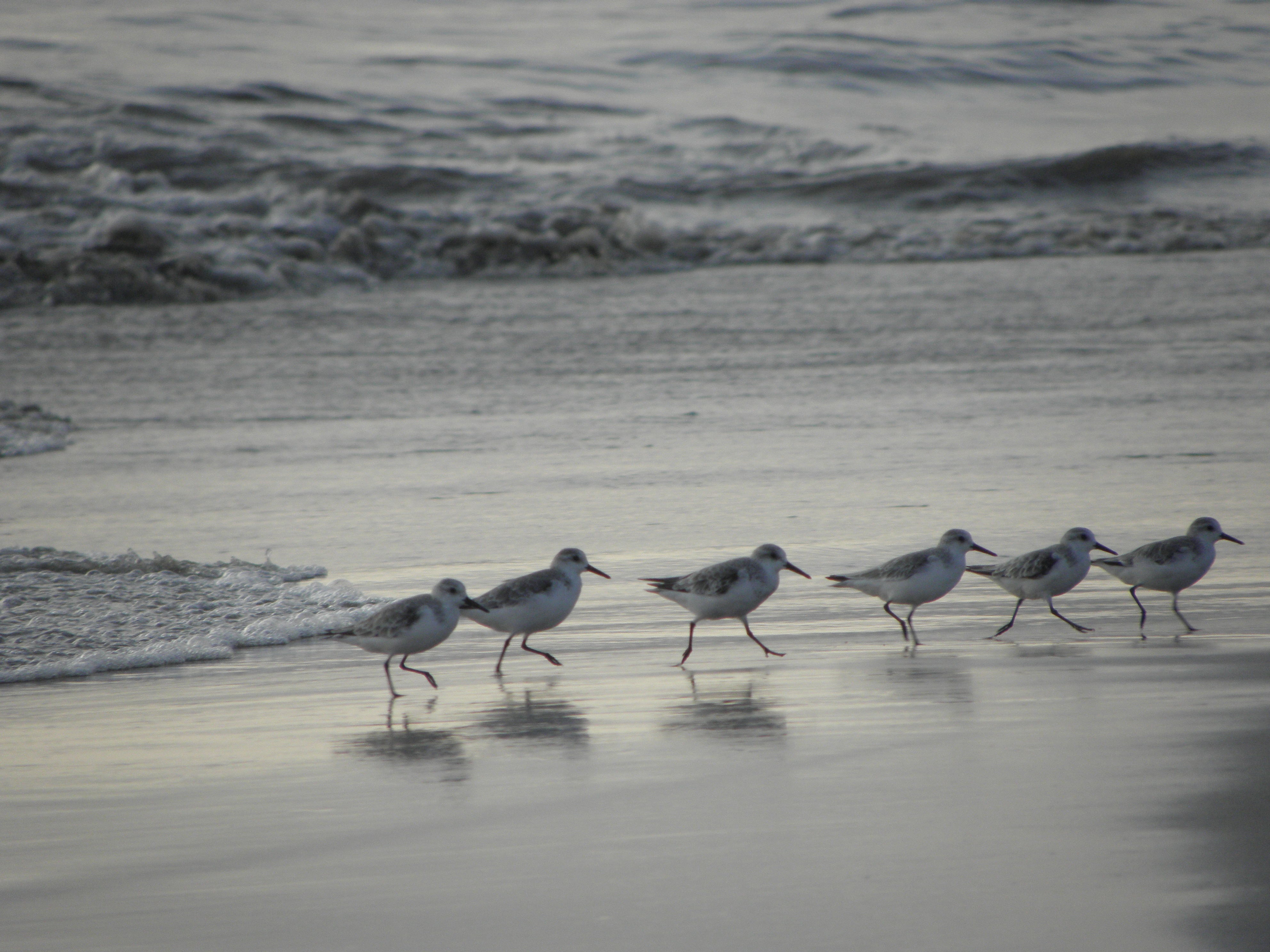
Drieteen strandlopers (Calidris Alba) op het strand bij Chavakkad (Oktober 2011)

1. Kadikkad
2. Punnayurkulam
3. Vadakkekad
4. Punnayur
5. Vylathur
6. Edakkazhiyur
7. Pookode
8. Perakam
9. Iringapram
10. Manathala
11. Guruvayur
12. Thaikkad
13. Chavakkad
14. Elavally
15. Brahmakulam
16. Orumanayoor
17. Annakara
18. Pavaratty
19. Kadappuram
20. Venmanad
21. Mullassery
22. Kundaliyur
23. Engandiyur
24. Venkidangu
25. Irimbranellur
26. Vadanappilly
27. Talikkulam
28. Nattika
29. Valappad

## Kodungallur taluk
1. Edathiruthy
2. Chendrapinni
3. Kaipamangalom
4. Perinjanam
5. Pappinivattom
6. Koolimuttom
7. Panangad
8. Padinjarevemballur
9. Aala
10. Pullutt
11. Edavilangu
12. Lokamaleswaram
13. Pallippuram
14. Eriyad
15. Poyya
16. Methala
17. Madathumpady
18. Azhikode

## Mukundapuram taluk

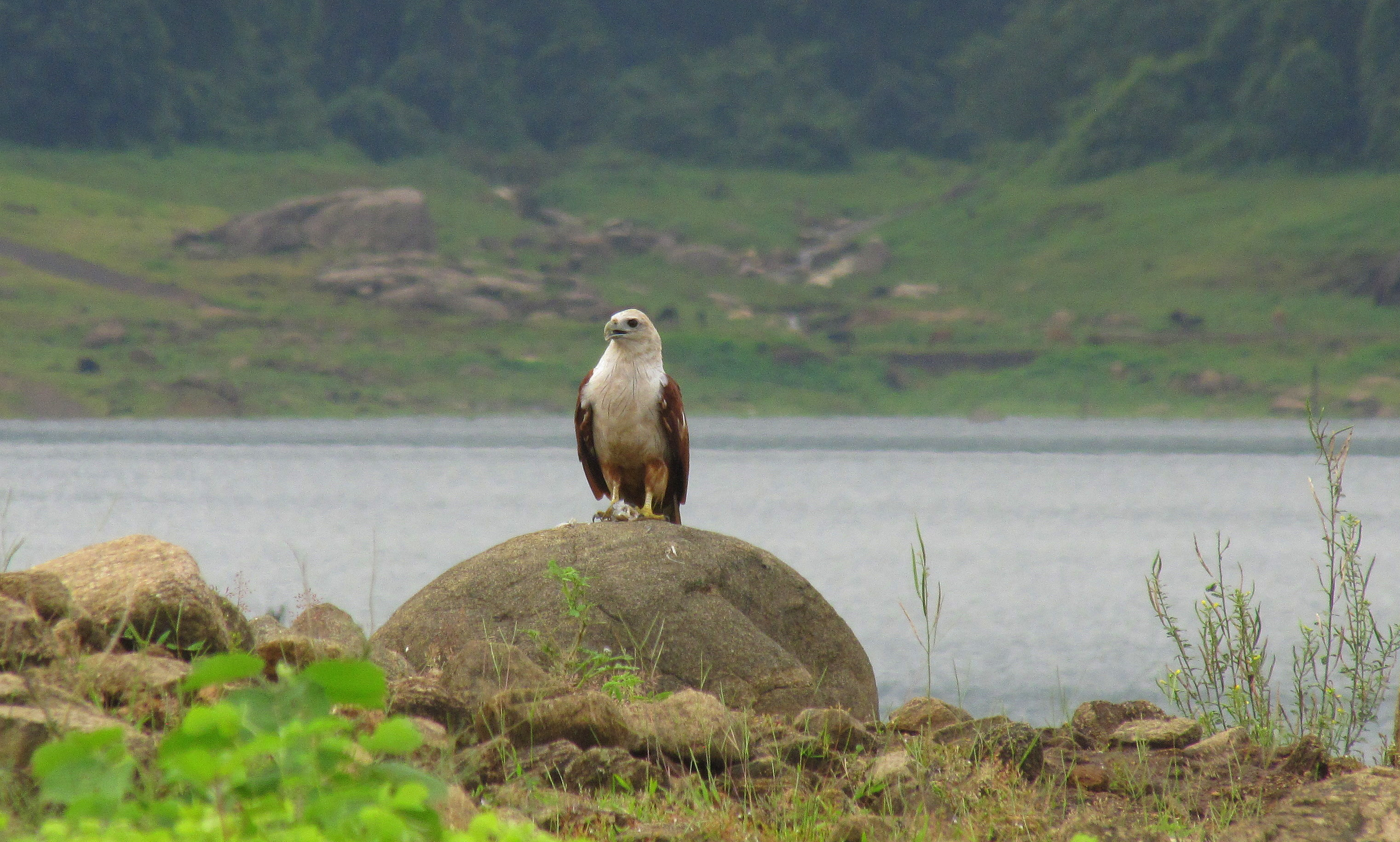
Brahmaanse wouw (Haliastur Indus), Chimmini Wildlife Sanctuary, Mukundapuram taluk, Thrissur, (juni 2012)

1. Amballur
2. Anandapuram
3. Chengallur
4. Edathirinji
5. Irinjalakkuda
6. Kaduppasseri
7. Kallur
8. karalam
9. Karumathra
10. Kattur
11. Kottanallur
12. Madayikonam
13. Manavalasseri
14. Muriyad
15. Nellayi
16. Nenmanikkara
17. Padiyur
18. Parappukkara
19. Poomangalam
20. Porathisseri
21. Pullur
22. Punthanchira
23. Thekkumkara
24. Thoravu
25. Thottippal
26. Thrikkur
27. Vadakkumkara
28. Vallivattam
29. Velukkara

## Thalappally taluk
1. Pallur
2. Mayannur
3. Arangottukara
4. Desamangalam
5. Cheruthuruthy
6. Paimkulam
7. Thalassery
8. Pampady
9. Kaniyarkode
10. Nedumpura
11. Pilakode
12. Venganellur
13. Thichur
14. Kondazhy
15. Thiruvilwamala
16. Varavoor
17. Panjal
18. Killimangalam
19. Kadavallur
20. Perumpilavu
21. Attur
22. Kadangode
23. Mullurkara
24. Karikkad
25. Kanjirakkode
26. Vadakkethara
27. Nelluvai
28. Pazhanji
29. Chelakkode
30. Kottapuram
31. Chittanda
32. Kattakampal
33. Thonnurkara
34. Chelakkara
35. Chiramanangad
36. Kariyannur
37. Akathiyoor
38. Vellarakkad
39. Pazhayanur
40. Kumaranellur
41. Kurumala
42. Pulakkode
43. Porkulam
44. Mangad
45. Pangarappilly
46. Enkakkad
47. Thayyur
48. Vellattanjur
49. Chowannur
50. Wadakkanchery
51. Eyyal
52. Anjur
53. Kunnamkulam
54. Puthuruthy
55. Manalithara
56. Vennur
57. Velur
58. Chemmanthitta
59. Mundathikode
60. Karumathra
61. Viruppakka
62. Kanipayyoor
63. Parlikad
64. Chiranellur
65. Elanad
66. Thekkumkara
67. Peringandoor
68. Minalur
69. Arthat
70. Choondal
71. Kiralur
72. Eranellur
73. Kandanissery
74. Alur

## Thrissur taluk

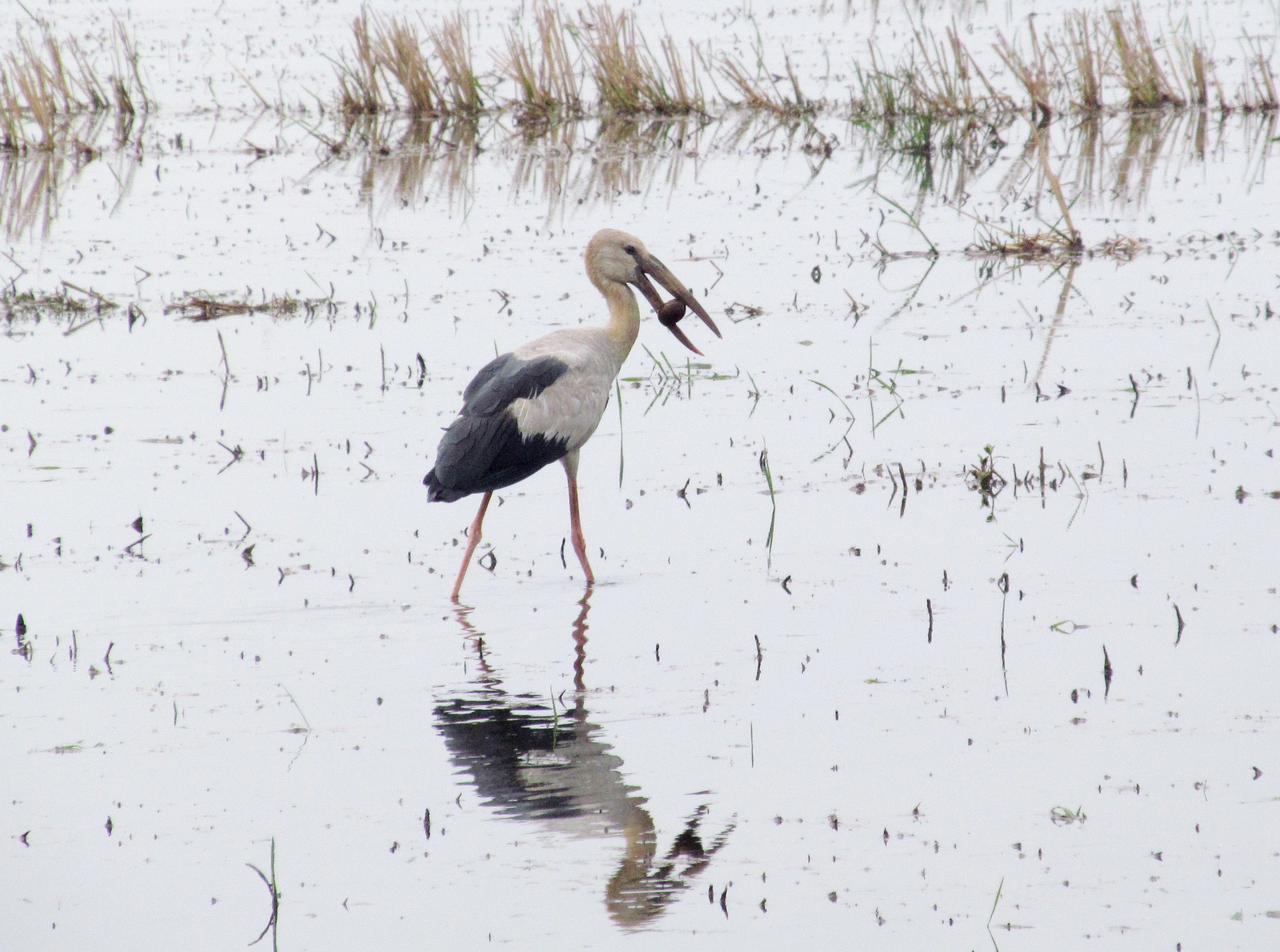
Indische gaper (Anastomus Oscitans), Adat (april 2014)

1. Thangaloor
2. Anjur
3. Pananchery
4. Kaiparambu
5. Velappaya
6. Killannur
7. Avannur
8. Madakkathara
9. Peramangalam
10. Edakkalathur
11. Choolissery
12. Kolazhy
13. Pottore
14. Kurichikkara
15. Kuttoor
16. Tholur
17. Peechi
18. Viyyur
19. Chittilappilly
20. Puzhakkal
21. Vilvattom
22. Chalakkal
23. Puranattukara
24. Vellanikkara
25. Adat
26. Nettissery
27. Punkunnam
28. Ayyanthole
29. Ollukkara
30. Peringavu
31. Mulayam
32. Thrissur
33. Chembukavu
34. Pullazhi
35. Kozhukully
36. Aranattukara
37. Nadathara
38. Chiyyaram
39. Kainoor
40. Mannamangalam
41. Parakkad
42. Ollur
43. Koorkkanchery
44. Eravu
45. Karamuck
46. Manalur
47. Manakkodi
48. Kanimangalam
49. Puthur
50. Veluthur
51. Marathakkara
52. Edakkunni
53. Kodannur
54. Avanissery
55. Palissery
56. Venginissery
57. Anthicad
58. Pullu
59. Padiyam
60. Chevvur
61. Paralam
62. Pallippuram
63. Vallachira
64. Chazhoor
65. Alappad
66. Vadakkummur
67. Cherpu
68. Kizhakkummuri
69. Oorakam
70. Kurunpilavu
71. Inchamudi
72. Arattupuzha
73. Thanniyam
74. Kizhuppillikkara

## Chalakkudy taluk

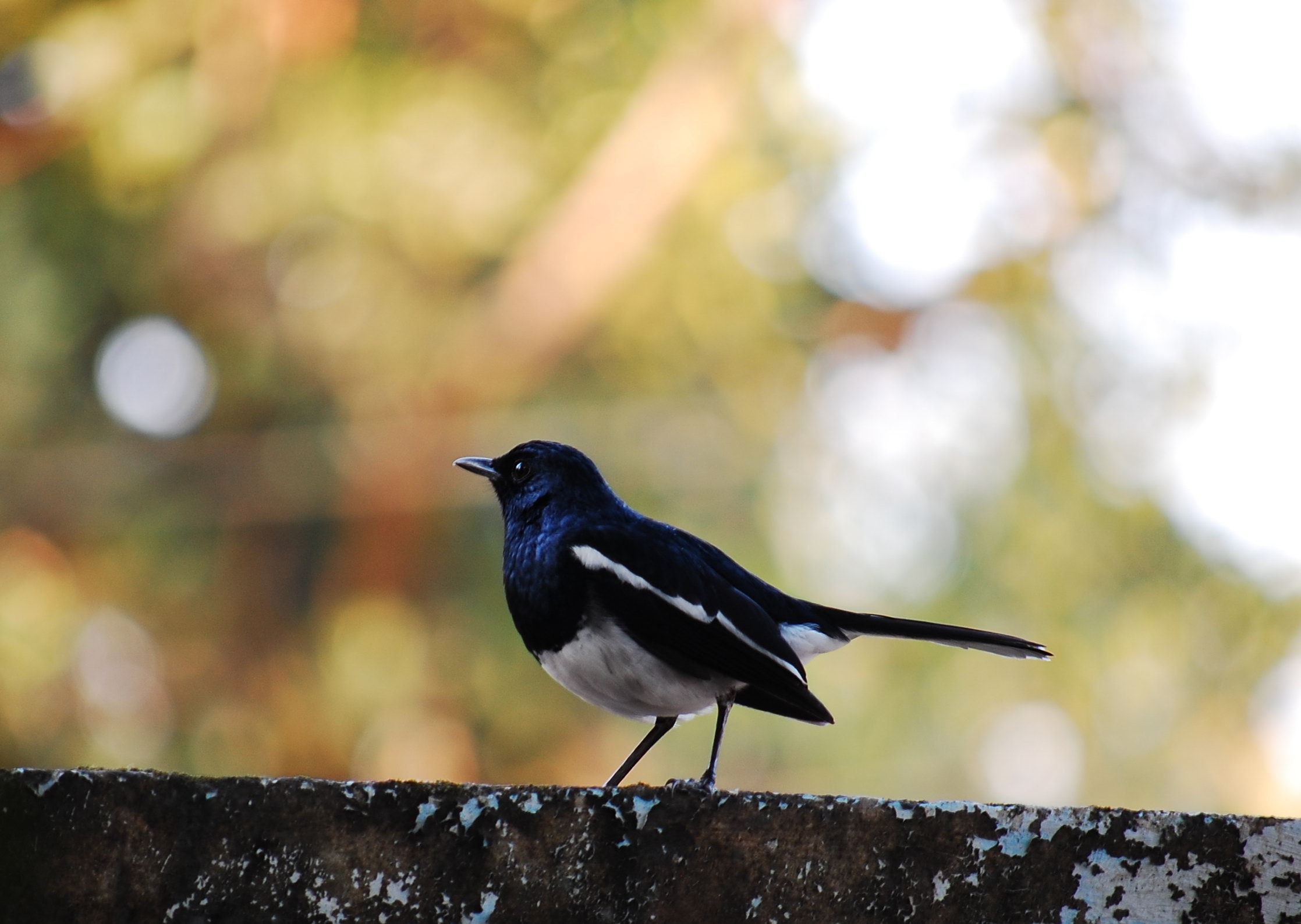
Dayallijster (Copsychus Saularis), chalakudy (augustus 2007)

1. Alathur
2. Alur
3. Annallur
4. Athirappilly
5. Elinjipra
6. Kakulissery
7. Kalletumkkara
8. Kallur Thekkumuri
9. Kallur vadakkumuri
10. karuvilasseri
11. Kizhake chalakkudy
12. Kizhakkumuri
13. Kodakara
14. Kodasseri
15. Kuttichira
16. Mattathur
17. Melur
18. Mupliyam
19. Murigoor Thekkummuri
20. Murigoor Vadakkummuri
21. Nadipulam
22. Padijare Chalakkudy
23. Pariyaram
24. Perambra
25. Potta
26. Thazhekode
27. Thirumukkulam
28. Vadakkumbhagam
29. Vadama
30. Varantharappilli
31. Vellikulangara